# Res magnae gestae sunt
Res magnae gestae sunt è una locuzione latina, che tradotta letteralmente significa «grandi cose furono fatte».
La frase si usa per introdursi nella narrazione di grandi imprese di cui si è stati testimoni; ma per lo più si ripete in tono di scherzo, per dire che, volendo far troppo, non si è concluso nulla.